# Starchiojd, Prahova
Starchiojd (în trecut, și Chiojdu) este satul de reședință al comunei cu același nume din județul Prahova, Muntenia, România. Este cel mai mare sat al comunei, având peste jumătate din populația acesteia, având în 2002 3449 de locuitori.
Este atestat documentar din anul 1418.
La sfârșitul secolului al XIX-lea, avea 2257 de locuitori și 3 biserici, din care una ctitorită în 1864 de Stan Cheșca.